# Akhchadepe
Akhchadepe es una ciudad localizada en el sur de Turkmenistán, a unose 20 km de la frontera con Irán. Se sitúa en la provincia de Ahal, a 321 m de altitud.
Los pueblos más cercanos son Imeni Stalina (8.1 millas), Mane (8.1 millas), Cace (4.0 millas), Chahchaheh (9.8 millas) y Cheshmeh Shur (13.2 millas).